# Scytalopus caracae
Scytalopus caracae е вид птица от семейство Rhinocryptidae.

## Разпространение
Видът е разпространен във Венецуела.